# アイスホッケーユーゴスラビア代表
アイスホッケーユーゴスラビア代表（アイスホッケーユーゴスラビアだいひょう、英語: Yugoslavia national ice hockey team）はユーゴスラビアのアイスホッケーナショナルチームである。オリンピックには5回出場を果たしている。この項目ではユーゴスラビア社会主義連邦共和国時代までの代表について取り扱う。ユーゴスラビア連邦共和国時代の代表についてはアイスホッケーセルビア代表を参照のこと。

## 主な成績

### オリンピック
| 開催年 | 大会名                     | 順位   |
| ------ | -------------------------- | ------ |
| 1964年 | インスブルックオリンピック | 14位   |
| 1968年 | グルノーブルオリンピック   | 9位    |
| 1972年 | 札幌オリンピック           | 9位    |
| 1976年 | インスブルックオリンピック | 9位    |
| 1984年 | サラエボオリンピック       | 9-12位 |

### 世界選手権など
- 1939年 13位
- 1951年 プールB 6位
- 1955年 プールB 4位
- 1961年 プールC 3位
- 1963年 プールB 5位
- 1965年 プールB 7位
- 1966年 プールB 3位
- 1967年 プールB 4位
- 1969年 プールB 3位
- 1970年 プールB 4位
- 1971年 プールB 5位
- 1972年 プールB 6位
- 1973年 プールB 3位
- 1974年 プールB 2位
- 1975年 プールB 5位
- 1976年 プールB 5位
- 1977年 プールB 7位
- 1979年 プールC 1位
- 1981年 プールB 7位
- 1982年 プールC 2位
- 1983年 プールB 7位
- 1985年 プールC 2位
- 1986年 プールB 7位
- 1987年 プールC 4位
- 1989年 プールC 2位
- 1990年 プールC 1位

|                  | 年月日        | 場所                                           | 得失点                               |
| ---------------- | ------------- | ---------------------------------------------- | ------------------------------------ |
| 国際試合初登場   | 1934年1月30日 | ユーゴスラビア王国, リュブリャナ               | ユーゴスラビア 0 ルーマニア 1        |
| 最多得点差勝利   | 1987年3月28日 | デンマーク, コペンハーゲン                     | ユーゴスラビア 28 デンマーク 1       |
| 最多得点差敗北   | 1939年2月3日  | スイス, チューリヒ                             | ユーゴスラビア 0 チェコスロバキア 24 |
| 国際試合最終試合 | 1991年4月7日  | ユーゴスラビア社会主義連邦共和国, リュブリャナ | ユーゴスラビア 3 オランダ 1          |